# Привалов, Авенир Авксентьевич
Авенир Авксентьевич Привалов (26.10.1919 — ?) — советский инженер-химик, лауреат Сталинской премии 1951 года.
Родился 26 октября 1919 года в Саратове.
В 1941 году окончил Саратовский государственный университет по специальности химик.
С 1941 по 1942 г. работал на Сталинградском тракторном заводе, с 1942 по 1946 г. на Уралвагонзаводе (Нижний Тагил).
С 1946 по 1969 г. — на Уральском электрохимическом комбинате (г. Новоуральск Свердловской области): старший химик-аналитик, начальник химико-аналитической лаборатории диффузионного завода, начальник химико-металлургического цеха, начальник цеха керамических фильтров, с 1958 г. — начальник химико-аналитической лаборатории ЦЗЛ.
С 1969 г. старший инженер Государственной инспекции по ядерной безопасности Минсредмаша СССР.
Кандидат технических наук (1961), старший научный сотрудник.
Участник советского атомного проекта. Под его руководством из гексафторида высокого обогащения получена первая в СССР промышленная партия закиси-окиси урана (1949). Предложил способ регенерации коррозионных отложений разделительного производства. Руководил разработкой и усовершенствованием технологических процессов получения металлического урана, переработки металлических шлаков и металлических растворов урана.
Сталинская премия по Постановлению СМ СССР № 4964-2148сс/оп (06.12.1951) — за разработку методов борьбы с коррозией на диффузионном заводе.
Награждён орденом Трудового Красного Знамени (1951).